# Praassee
Der Praassee ist ein See auf dem Gebiet der Gemeinde Dobbertin im Landkreis Ludwigslust-Parchim in Mecklenburg-Vorpommern.
Das etwa drei Hektar große Gewässer liegt am Südufer des Woseriner Sees, mit dem es durch einen Graben verbunden ist. Zu erreichen ist der am westlichen Rand des Naturschutzgebiets Kläden befindliche Praassee über einen Wanderweg, der von der südlich zwischen Kläden und Neu Woserin verlaufenden Bundesstraße 192 abzweigt. Die Uferbereiche sind durch den umgebenden Schilfgürtel, sonstigen vegetativen Bewuchs und sumpfige Untergründe schwer zugänglich.
Der Praassee ist von Laubwald umgeben, im Osten schließen sich Steilhänge mit einem unter Naturschutz stehenden Buchenbestand an. Es handelt sich dabei um einen Endmoränenzug aus dem Pommerschen Stadium der Weichseleiszeit.

## Karten
- Wiebekingsche Karte von Mecklenburg 1786.
- Wirtschaftskarte Forstamt Dobbertin 1927/1928.
- Offizielle Rad- und Wanderkarte des Naturparks Nossentiner/Schwinzer Heide, 2010.